# Republic P-47 Thunderbolt
El Republic P-47 Thunderbolt, conegut també pel seu sobrenom "Jug" o " Juggernaut ", va ser l'avió de caça propulsat per un únic motor d'explosió més gran, pesant i car de la història. Va ser un dels principals caces de les Forces Aèries de l'Exèrcit dels Estats Units a la Segona Guerra Mundial i també d'altres forces aèries aliades. El Thunderbolt va ser dissenyat per Alexander de Seversky i Alexander Kartveli, i fabricat en sèrie des de 1942 fins a 1945 per Republic Aviation Company, havent-se produït 15.600 unitats.

## Història

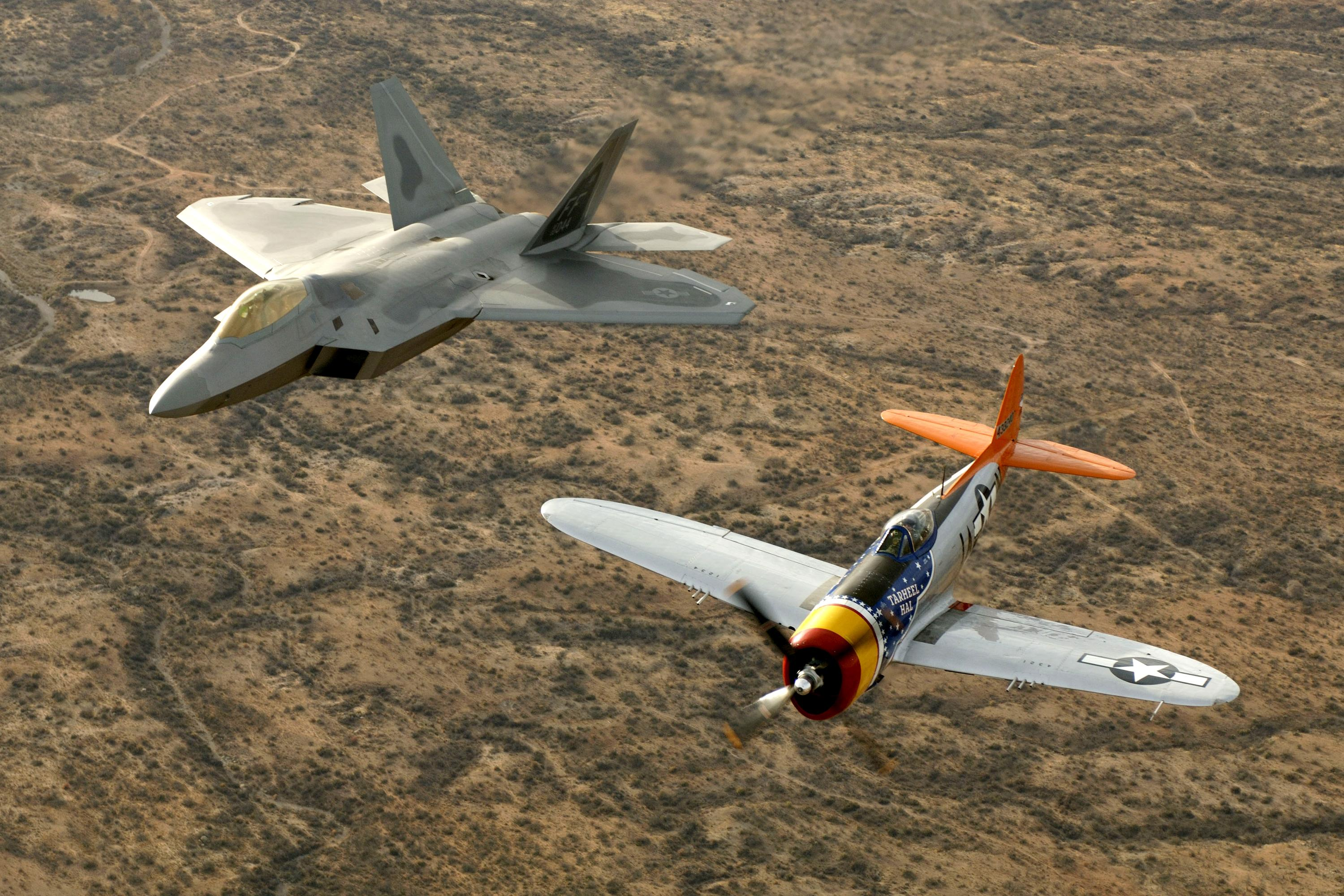
Un P-47 volant al costat d'un F-22 Raptor

El P-47 era efectiu en el combat aeri, però va demostrar ser especialment hàbil en l'atac a terra. Estava armat amb vuit metralladores de calibre 50, quatre a cada ala. A plena càrrega podia arribar a pesar fins a vuit tones. El seu equivalent modern en aquest paper, el A-10 Thunderbolt II, va prendre el seu nom del P-47 per la seva semblança pel que fa a la resistència del fuselatge i el seu ús com caça bombarder d'assalt.
El més famós de tots els productes de la companyia, el Republic P-47 Thunderbolt, dissenyat per Alexander Kartveli, va tenir un paper molt significatiu durant la Segona Guerra Mundial; d'aquest model van ser construïts 15.677 exemplars abans que la seva producció cessés després de cancel·lar una sèrie d'ingents comandes en produir-se la rendició japonesa. Igual que altres grans avions de combat, el P-47 va rebre dos sobrenoms. El primer d'ells ("Jug", un diminutiu de "Juggernaut"-Trasto- a causa de les seves considerables proporcions) li va ser assignat pels seus tripulants, mentre que el segon ("T-bolt") era una simple contracció del seu nom oficial.
Hereu d'una saga que naixés amb el Seversky P-35 d'Alexander Seversky, es perpetués amb el Republic P-43 Lancer i es perfeccionés amb el previst P-44 d'elevades prestacions, el P-47 va ser fruit de la indecisió que tenallava l'USAAC en 1940 sobre si construir caces lleugers o pesants. Els plans d'encarregar els projectes de caces lleugers Republic AP-4 i AP-10 redesignats respectivament XP-47 i XP-47A, van ser cancel·lats a analitzar els informes sobre els combats aeris que tenien lloc al Front Occidental. Kartveli va esbossar llavors les seves propostes per un caça pesant que complís amb els nous requisits, basant el seu concepte en l'ocupació del motor turboalimentat Pratt & Whitney R-2800 Double Wasp i aconseguint un contracte per a un prototip XP-47B derivat del seu disseny.

## Disseny

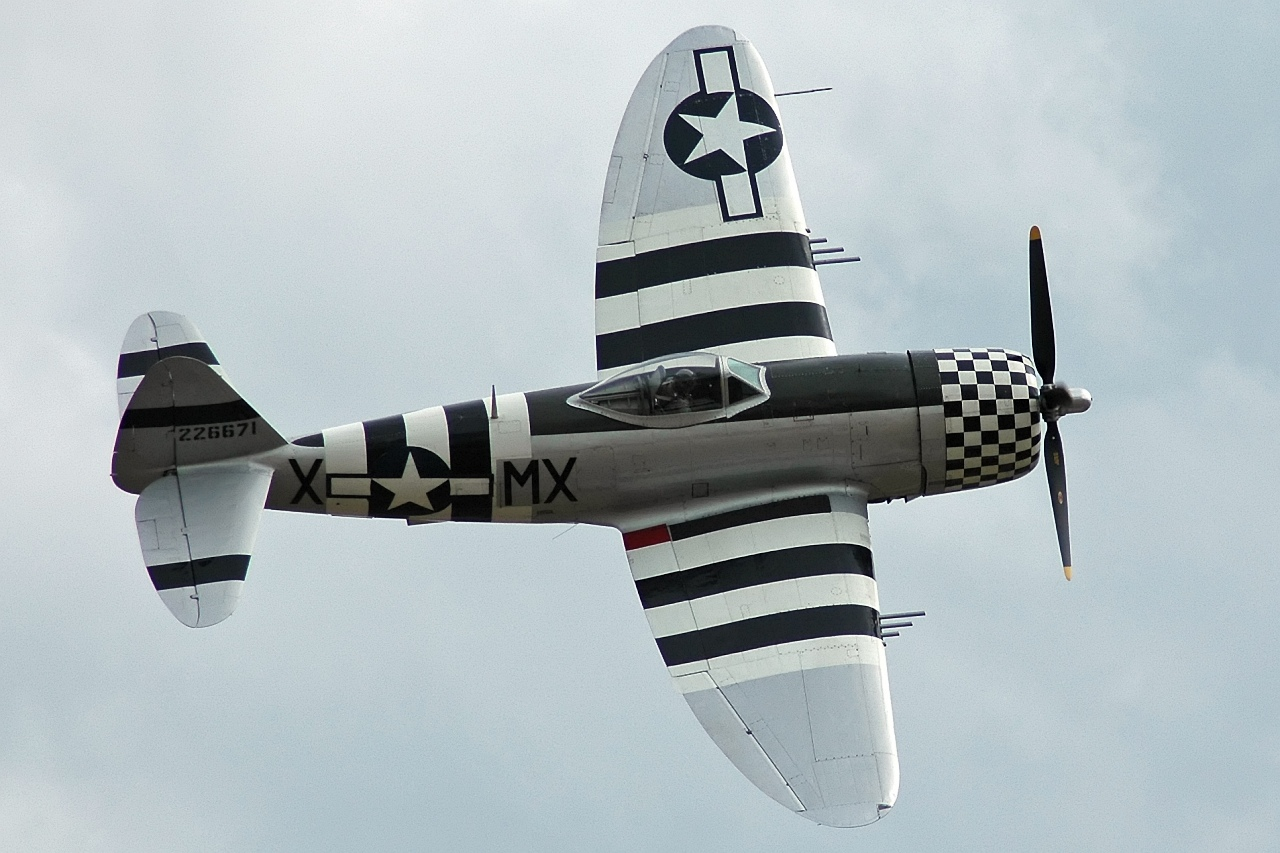
P-47 Thundelbolt

El P-47D "Razorback", era un monoplà d'ala mitjana, de construcció convencional íntegrament metàl·lica a excepció de les superfícies de comandament, el nou model tenia un tren d'aterratge clàssic i retràctil, i acomodava al seu pilot sota una coberta amb frontissa cap amunt. Quan va volar per primera vegada, el 6 de maig de 1941, el XP-47B va demostrar cap mena de dubte que posseïa un excel·lent potencial com a model de combat, però també que estava afligit per una sèrie d'inconvenients que va caldre posar remei.
El nou caça va suposar un desafiament excepcionalment difícil. Per començar, la instal·lació del motor era tan complexa que Kartveli va començar per dissenyar-la, i va dibuixar després la resta de l'aparell al seu voltant. El motor escollit, l'enorme R-2800 de 18 cilindres, estava alimentat per un turbocompressor que, per raons d'eficiència i aerodinàmica, va ser muntat a la posterior del fuselatge, i no al costat del motor. Les fuites es van agrupar en dos enormes tubs; els extrems finals resplendien roent a plena potència i que conduïen el gas, per sota de l'ala, fins al turbocompressor. Un sistema de vàlvules obria una àmplia sortida per la qual sortia el gas calent a l'atmosfera, a gran alçada, utilitzava una part d'aquest gas per moure la turbina. Aquesta accionava un compressor centrífug a gairebé 60.000 revolucions per minut per alimentar d'aire a gran pressió al motor, a través d'uns conductes encara més grans que incorporaven radiadors interns per incrementar la densitat de l'aire i proporcionar més potència. Aquesta massa de canonades i conductes va obligar a dissenyar un fuselatge, que es perllongava per sota de l'ala. Això últim era una cosa que Kartveli no desitjava, perquè la gran potència del motor exigia una hèlix enorme; malgrat emprar la nova hèlix elèctrica cuatripala de velocitat constant Curtiss, el diàmetre mínim era de 3,70 m. Per proporcionar alçada suficient entre les puntes i el sòl en el moment d'enlairar-se, calia un tren d'aterratge excepcionalment llarg, en no estar els plans en una posició baixa, i en tenir un angle d'inclinació positiu. Els trens d'aterratge llargs no només eren molt pesants, sinó que també ocupen un gran espai quan es pleguen. De nou això era una cosa que Kartveli no desitjava, perquè es proposava utilitzar un armament de vuit grans metralladores Browning de 12,7 mm, instal·lades a la secció externa de les ales, a partir de l'allotjament del tren d'aterratge. Va ser un triomf tècnic el fet de dissenyar un tren d'aterratge que escurçava 22,86 cm en el moment de plegar-se, fins a allotjar-se en compartiments de mida normal. Immediatament cap a fora del tren d'aterratge, hi havia quatre metralladores a cada ala, escalonades de manera que les voluminoses cintes de munició (cadascuna de 350 cartutxos, almenys) poguessin plegar-se en tremuges laterals que s'estenien fins a molt prop de la punta alar. L'anell del carenat del motor no era circular sinó que s'estenia cap avall en forma de pera per allotjar els conductes pels radiadors d'oli, a esquerra i dreta, i pel voluminós radiador intern d'aire, que després era descarregat a través d'una ampla vàlvula rectangular a cada costat de darrere del fuselatge. El motor exigia a més, una enorme capacitat de combustible, i es va instal·lar al fuselatge un dipòsit principal, i un altre auxiliar, per 776 i 379 l respectivament, el primer a l'alçada de l'arrel de l'ala, entre els conductes d'aire del turbocompressor, i el segon darrere, sota la cabina. Aquesta estava molt ben equipada, amb controls per a sistemes i aparells de què altres caces no estaven proveïts, com a indicadors de combustible elèctrics, condicionador d'aire, escalfador variable del celler d'armes i sistema de desglaç. El parabrisa formava una estructura amb forma de "ve" pronunciada, amb una coberta amb frontissa cap amunt i una aguda línia superior del fuselatge que va motivar el sobrenom de tots els P-47 inicials: "Razorbacks" (talls de navalla).

## Desenvolupament
Encara sense pintar, el prototip XP-47B va volar el 6 de maig de 1941, i immediatament es van apreciar un cert nombre de problemes. La mida i el pes ocasionaven dificultats amb les superfícies de control revestides de tela, les cobertes s'embussaven, les metralladores es bloquejaven, hi havia errors en el sistema de combustible i la instal·lació del motor. Malgrat tot, l'Exèrcit dels Estats Units va fer una primera comanda de 171 dels nous caces, i aviat una segona comanda d'un model millorat, anomenat P-47C.
El primer P-47B de producció va deixar la línia de muntatge a Farmingdale, Long Island, el març de 1942. Tenia una coberta lliscant amb sistema de llançament, superfícies mòbils recobertes de metall, una antena de ràdio inclinada muntada a la part de darrere, alerons encastats, compensador, el timó i un motor de producció R-2800-21. Els primers lliuraments van anar a equipar el 56è Group de caça del que per aquesta època era la Força Aèria de l'Exèrcit dels Estats Units, en anglès "US Army Air Force". Malgrat patir al principi seriosos problemes amb els controls, rebentades de pneumàtics i altres dificultats, el 56è Group va arribar a ser el grup de caça amb un major palmarès de victòries de totes les forces nord-americanes, amb una xifra final d'enemics abatuts en combat aeri de 674. Incorporat a la 8. a Força Aèria a la Gran Bretanya, va volar en la seva primera missió d'escorta el 13 d'abril de 1943. Amb una capacitat de combustible de 1.151 litres, l'enorme caça no podia acompanyar els bombarders gaire lluny, era molt difícil combatre amb els caces alemanys més petits com el Messerschmitt Bf 109.

## Variants posteriors
L'últim P-47B tenia una cabina pressuritzada i va ser designat XP-47I. El 172 è va ser el primer P-47C; es va resoldre un problema fonamental d'equilibri amb l'emplaçament del motor una mica més de 30 cm cap endavant, i es va equipar per primera vegada amb un suport sota el fuselatge per una bomba de 227 kg o un dipòsit lanzable de 757 l. Exteriorment el canvi més obvi era l'escurçament del pal vertical de l'antena de ràdio. Els estàndards d'identificació eren tan pobres que als primers Thunderbolt (que per dalt anaven completament pintats de verd oliva), per no confondre'ls amb els Fw 190, se'ls van afegir bandes blanques de través en els plànols de cua i morro, molt similars a les "bandes d'invasió" que portarien tots els avions aliats un any després.
Malgrat que la primera comanda per al P-47D va ser cursat el 13 d'octubre de 1941, fins a mitjan 1943 no es va aconseguir un bon ritme de producció. Es van construir 12.602 avions d'aquesta versió, molts més que de qualsevol altre caça nord-americà, incloent-hi els sortits de la nova factoria d'Evansville, Indiana. Un lot posterior de 345 màquines va ser fabricat per Curtiss-Wright com P-47G.
El P-47D incorporava un assortiment complet de millores: motor perfeccionat amb injecció d'aigua per empenta d'emergència en combat, un turbocompressor millorat, blindatge millorat per al pilot, i pneumàtics de capa múltiple que no rebentaven ni tan sols als aeròdroms improvisats, amb l'avió carregat de bombes o de combustible. La possibilitat de transportar juntes les dues càrregues va arribar amb el P-47D-20 (i les seves contrapartides de la planta d'Evansville, que introduïa una ala "universal" amb suports subalars per a bombes de 454 kg en cada costat i / o dipòsit 568 l, més la càrrega ventral. Amb tres dipòsits, el P-47 va poder escortar fins a l'interior d'Alemanya als bombarders, els P-47D van servir també en gran nombre en el Pacífic i amb la RAF (825, principalment en Birmània), la Unió Soviètica (203, dels quals 197 van ser lliurats), Brasil i Mèxic (i moltes més forces aèries en la postguerra)
El juliol del 1943 es va rebaixar la posterior del fuselatge d'un avió per acoblar la coberta de bombolla d'un Hawker Typhoon. El XP-47k fer tan popular la nova cabina que immediatament va entrar en producció, a partir del P-47D-25-RE i en Evansville del P-47D-26-RA. Fins aquest moment la factoria de Farmingdale havia lliurat 3.692 P-47D i la d'Indiana 1.461; des del Dash-25 des d'ara les dues factories van produir 2.547 i 4.632. Malgrat l'enorme increment de pes (fins a 7.938 kg), el motor sobrealimentat millorava les prestacions, i encara va guanyar una mica més (122 m extres per minut en grimpada) com a resultat de la col·locació d'una hèlix de pales amples especialment a propòsit per grans altures. El fuselatge del darrere rebaixat ocasionava una lleugera pèrdua d'estabilitat direccional i des del lot D-27-RE l'àrea de la deriva es va augmentar amb una aleta dorsal estesa gairebé fins a la cabina. Des del bloc D-35-RA, es van acoblar a les ales uns suports per a 5 coets sense rail de 12,7 mm.

## Producció
Les últimes variants produïdes van ser el P-47m "hot-rod" (vareta calenta) i el P-47N de llarg abast. El P-47m va ser produït ràpidament en l'estiu de 1944 per contrarestar l'amenaça de les bombes volants Fieseler Fi 103 V-1, que els P-47 normals interceptaven amb grans dificultats, i dels diversos caces coets ja reacció alemanys. El P-47m era bàsicament un model tardà P-47D, al qual s'havia acoblat un motor R-2800-57 (C) amb un turbocompressor CH-5 més potent amb el qual, prèviament, el XP-47J experimental havia aconseguit volar a 811 km / h. L'altre únic canvi important va ser la col·locació de frens aerodinàmics a les ales, per ajudar a disminuir la velocitat en el moment de col·locar a cua d'un avió enemic més lent, abans d'obrir foc.
El P-47N, en canvi, era gairebé un avió nou a causa de la seva ala de major envergadura i disseny totalment nou, no només per adequar-se al pes brut incrementat sinó a més, i per primera vegada, per allotjar combustible. Un dipòsit de 352 l anava col·locat en cada semi ala; d'aquesta manera, i comptant amb els dipòsits externs, la capacitat màxima de combustible era de 4.792 l, resultant així un caça de llarg abast realment capaç d'operar en el teatre del Pacífic, tot i que el pes carregat de 9606 kg va obligar a reforçar el tren d'aterratge, i que necessitava aeròdroms llargs i en bon estat. Les característiques del P-47N de producció incloïen un motor Dash-77, alerons ampliats i puntes d'ala quadrades per bótes ràpids, i llançacoets sense rails. Farmingdale construir 1.667, i Evansville va aconseguir lliurar els primers 149 d'una comanda de 5.934. Farmingdale va completar l'últim de la sèrie P-47N fins a la seva cancel·lació al desembre de 1945, elevant el total de totes les versions a 15.660.
Els P-47 van realitzar 546.000 sortides de combat des de març de 1943 fins al dia de la victòria aliada. Van assolir un excel·lent palmarès en combat, amb només un 0,7% de pèrdues pròpies per missió, i amb 4 avions enemics destruïts per cada P-47 perdut. Van llançar 119.750 tones de bombes, varen cremar milers de galons de napalm, i van disparar 132 milions de cartutxos de calibre 12,7 mm, i varen llançar més de 60.000 coets. Van consumir 774.129.000 litres de combustible, varen volar 1.934.000 hores de vol operacional. Les xifres declarades d'objectius terrestres deixats fora de combat són astronòmiques, però més importants fins i tot són els 3.752 avions destruïts en combat aeri sobre Europa, a més d'uns 3.315 aparells destruïts a terra. Aquestes pèrdues varen danyar la Luftwaffe, que va perdre molts aparells.

## Operadors
Força Aèria Boliviana

Força Aèria Brasilera

Força Aèria Xilena

Força Aèria Colombiana

Força Aèria Cubana

Força Aèria Equatoriana

Força Aèria Salvadoreña

Forces Aèries de l'Exèrcit dels Estats Units

Força Aèria Francesa

Força Aèria Hondurenya

Força Aèria Iraniana

Força Aèria Italiana

Força Aèria Mexicana

Força Aèria de Nicaragua

Força Aèria Peruana

Força Aèria Portuguesa

Força Aèria Britànica

Força Aèria Taiwanesa

Força Aèria Dominicana

Força Aèria Xinesa

Força Aèria Turca

Força Aèria Soviètica

Força Aèria Veneçolana

Força Aèria Iugoslava

## Característiques generals del P-47
- Tripulació: 1 pilot
- Longitud: 11 m
- Envergadura: 12,42 m
- Alçada: 4,47 m
- Superfície alar : 27,87 m²
- Pes buit: 4.536 kg
- Pes carregat: 7.938 kg
- Pes màxim a l'enlairament: 7.938 kg
- Planta motriu: 1 × Motor radial de 18 cilindres Pratt & Whitney R-2800 -59 Double Wasp.
- Potència : 1 890 kW (2.535 HP; 2570 CV)
- Hèlixs : 1 × cuatripala Curtiss de 3,96 m de diàmetre o Hamilton Standard de 4,01 m de diàmetre per motor.

## Rendiment
- Velocitat màxima operativa (V no) : 697 km / h (433 MPH; 376 kt) a 9.145 m
- Abast en combat: 1.290 km (697 nmi; 802 mi)
- Abast en ferri : 2.900 km (1566 nmi; 1802 mi)
- Sostre de servei : 13.100 m (42.979 ft)
- Règim d'ascens: 15,9 m / s (3 130 ft / min)
- Càrrega alar: 284,8 kg / m²
- Potència / pes : 238 W / kg

## Armament
- Metralladores: 8 × M2 Browning de calibre 12,7 mm, amb 425 projectils cadascuna.
- Bombes: Fins a 1.134 kg de bombes
- Coets : 10 × Coets HVAR de calibre 127 mm